# Trachypepla amorbas
Trachypepla amorbas är en fjärilsart som beskrevs av Edward Meyrick 1911. Trachypepla amorbas ingår i släktet Trachypepla och familjen praktmalar, Oecophoridae. Inga underarter finns listade i Catalogue of Life.